# Hôpital régional du nord de l'Estonie
L'hôpital régional du nord de l'Estonie (estonien : Põhja-Eesti Regionaalhaigla, en abrégé PERH) est un hôpital basé dans le quartier de Mustamäe à Tallinn en Estonie.

## Présentation
L'hôpital régional du nord de l'Estonie a été fondé le 25 juillet 2001.
Le centre comprend 7 cliniques et 32 centres spécialisés.
Au total, plus de 4 800 personnes y travaillent.
Chaque année, environ 144 000 patients reçoivent des soins médicaux spécialisés.
En un an, environ 84 000 patients sont traités par la médecine d'urgence.

## Organisation
Le  PERH est devenu le plus grand établissement de traitement d'Estonie, proposant des services de traitement dans toutes les spécialités médicales, à l'exception de l'obstétrique.
ses services sont:
- CLINIQUE D'ANESTHÉSIOLOGIE
  - Anesthésie
  - Médecine d'urgence
  - Soins intensifs
  - Centre d'urgence
- CLINIQUE DE DIAGNOSTIC
  - Laboratoire
  - Pathologie
  - Radiologie (dont endoscopie et médecine nucléaire)
  - Centre de transfusion
- CLINIQUE DE RÉADAPTATION ET DE TRAITEMENT PALLIATIF
  - Centre de suivi
  - Centre de soins palliatifs
  - Centre de réadaptation fonctionnelle
  - Centre de soins infirmiers
- CLINIQUE DE CHIRURGIE
  - Chirurgie d'urgence
  - Chirurgie cardiothoracique
  - Gynécologie
  - Neurochirurgie
  - Centre des opérations
  - Chirurgie d'un jour
  - Orthopédie (dont chirurgie plastique et traitement des brûlures)
  - Chirurgie de la tête et du cou
  - Centre de chirurgie oculaire
  - Chirurgie générale et oncochirurgie
  - Général et oncourologie
- CLINIQUE D'ONCOLOGIE ET D'HÉMATOLOGIE
  - Hématologie
  - Radiothérapie
  - Chimiothérapie
  - Garderie
- CLINIQUE PSYCHIATRIQUE
  - Clinique psychiatrique externe
  - Traitement hospitalier
  - Soins psychiatriques d'urgence
- CLINIQUE DES MALADIES INTERNES
  - Gastro-entérologie
  - Cardiologie
  - Maladies professionnelles et soins de santé au travail
  - dermatologie et maladies vénériennes
  - Néphrologie
  - Neurologie
  - Pneumologie
  - Service de garderie
  - Rhumatologie
  - Médecine interne
- HÔPITAUX EN RÉSEAU
  - Hôpital de Läänemaa
  - Hôpital de Raplamaa
  - Hôpital de Hiiumaa

## Établissements
Les sites de l'hôpital régional sont:
- Centre de Mustamäe - Juhan Sütiste tee 19, Tallinn
- Centre de Hiiu - Hiiu Hiiu tänav 39 et Hiiu Hiiu tänav 44, Tallinn
- Centre de Seewald - Paldiski mnt 52, Tallinn
- Centre de transfusion sanguine - Ädala tänav 2, Tallinn
- Centre de Kose - Ravila tänav 27, Kose

## Galerie

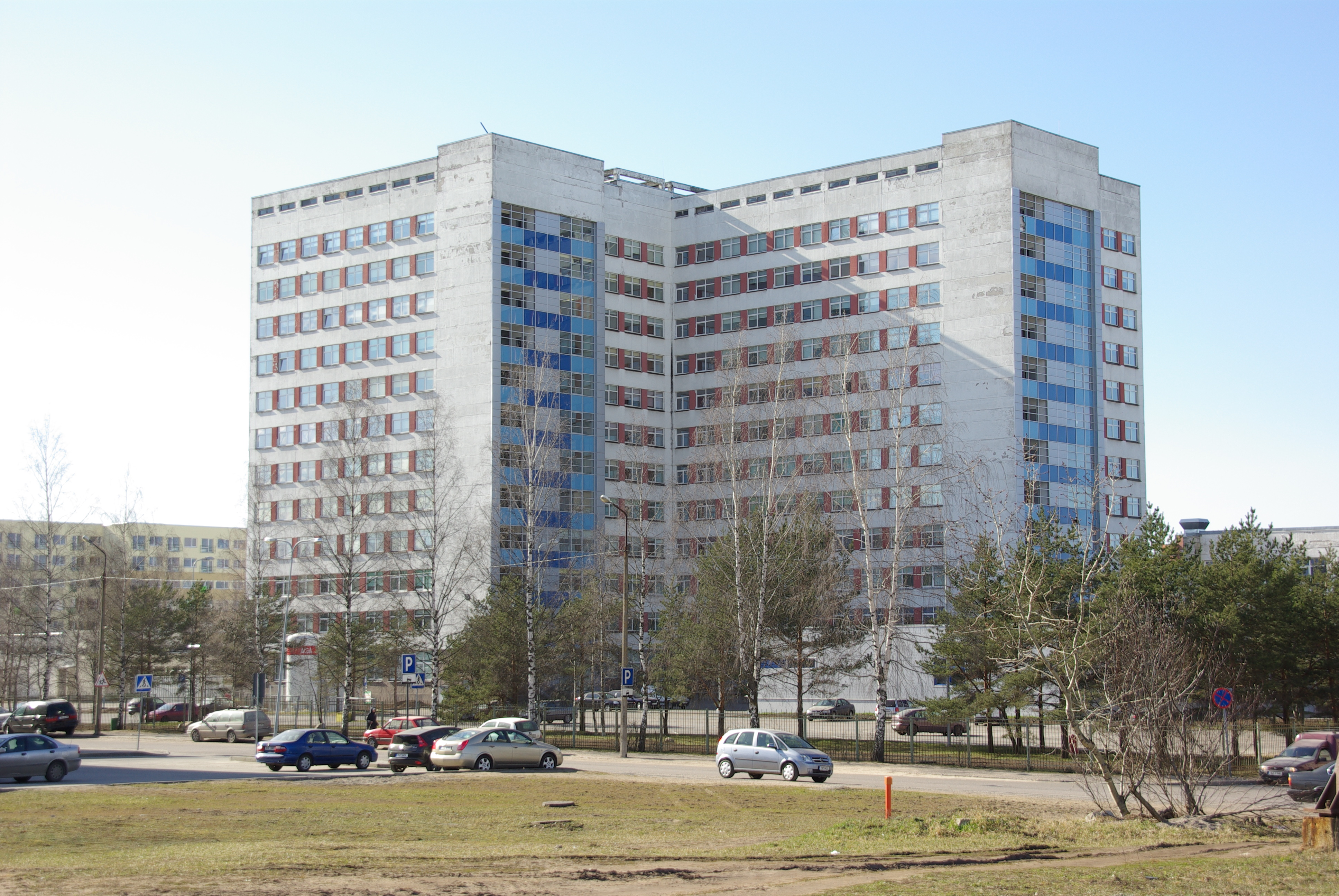
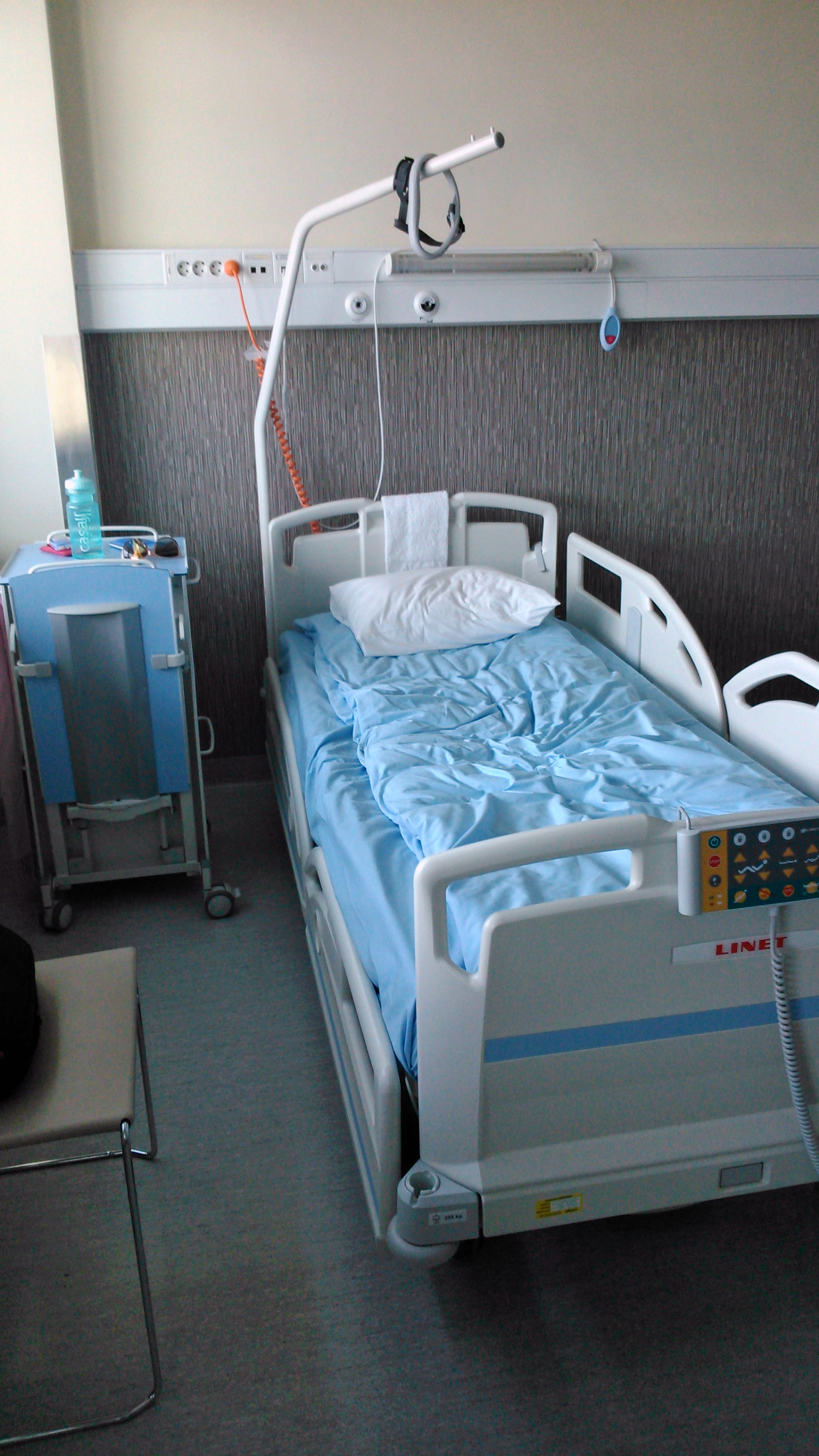